# HECTD4
HECTD4‏ (HECT domain E3 ubiquitin protein ligase 4) هوَ بروتين يُشَفر بواسطة جين HECTD4 في الإنسان.